# Korektivna gimnastika
Korektivna gimnastika predstavlja skup fizičkih vežbi koje se koriste u cilju prevencije (sprečavanja nastanka) i korekcije posturalnih deformiteta. Možemo smatrati da je korekrivna gimnastika deo kineziterapije (terapija pokretom). Dakle,korektivna gimnastika koristi fizičku vežbu u medicinske (terapijske) svrhe. Pored toga bavi se vrstama i uzrocima nastanka posturalnih deformiteta. Posturalni deformiteti su deformiteti lokomotornog sistema (sistema za kretanje, kojeg čine kosti, mišići i zglobovi). Korektivnom gimnastikom možemo sprečiti nastanak, ukloniti ili sprečiti napredovanje već nastalog posturalnog deformiteta. Vežbe koje se primenjuju u okviru korektivne gimnastike su zapravo vežbe snage i istezanja. Odabir vežbi je veoma važan i zavisi od vrste deformiteta i kliničke slike.  Mora se voditi računa da vežba svojim početnim položajem ili tokom izvođenja ne deluje kontraidnikovano. Vežbe se mogu izvoditi bez rekvizita, sa sportskim rekvizitima ili u paru. Mogu se primeniti u sklopu poligona ili raznih vrsta elemenentarnih igara. Ovakav način primene korektivne gimnastike deluje motivaciono i razbija monotoniju. 

## Literatura
- Koturović Ljubiša, Jeričević Desanka. Korektivna gimnastika, Beograd: Spotrska knjiga, 1965.
- Dr Miladin Radisavljević. Korektivna gimnastika sa osnovama koneziterapije, Beograd: Univerzitet u Beogradu, Fakultet za sport i fizičko vaspitanje

## Spoljašnje veze
- Elementarne igre
- Spotrski rekviziti Архивирано на веб-сајту  (17. новембар 2016)